# La esclusa

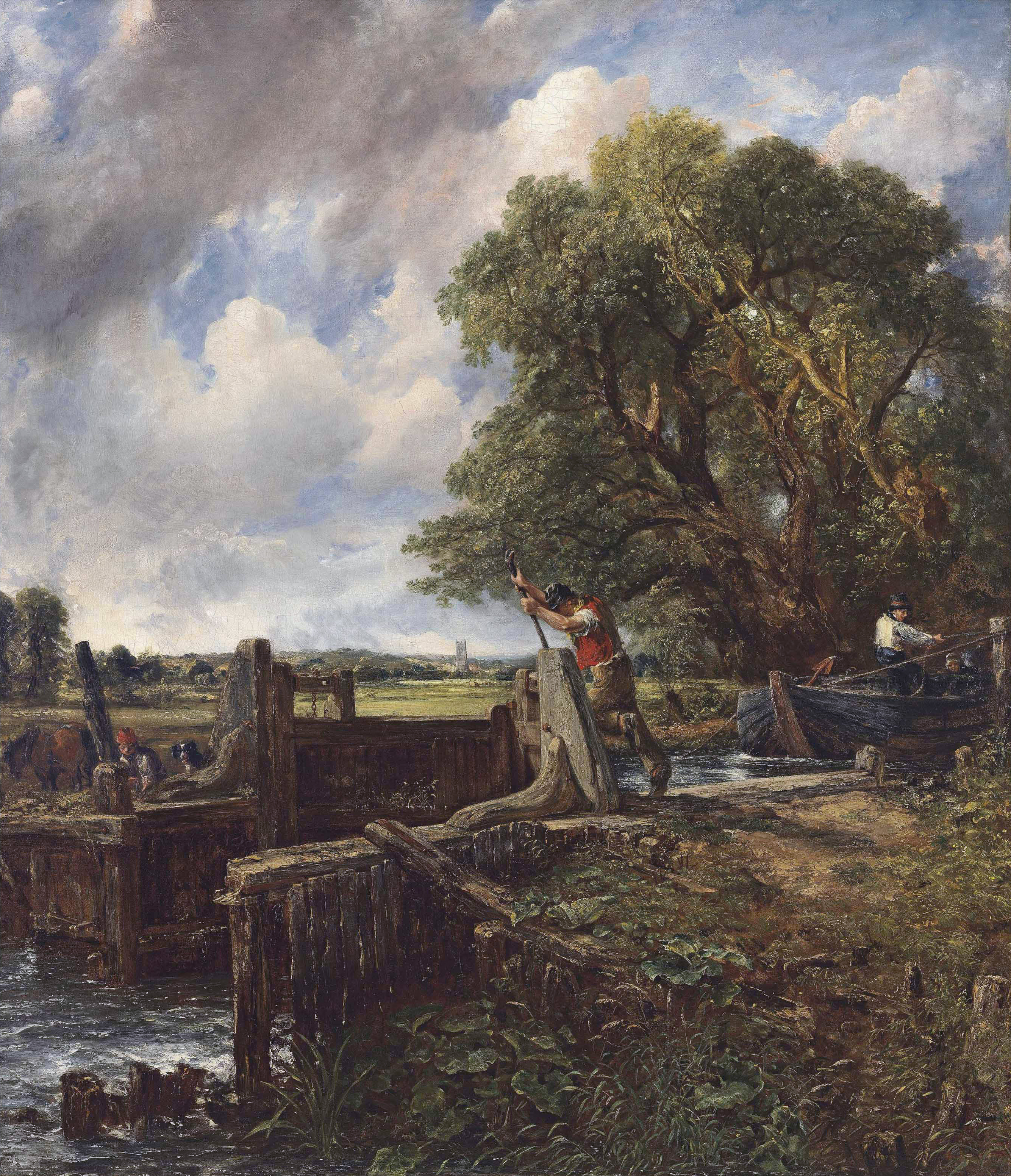
La esclusa, 1824.

La esclusa (The Lock) es una de las seis pinturas al óleo de gran tamaño pintadas por el pintor inglés John Constable con el tema de la vida rural de Suffolk y que se exhibieron en la Royal Academy entre 1819 y 1825. La esclusa se encontraba cerca de la aldea de Flatford, donde el padre de Constable tenía el molino de agua que también sería representado por el artista como parte de esta serie basada en el río Stour, y que incluye a La carreta de heno.
El uso del color y las pinceladas utilizadas por Constable en esta serie de paisajes fueron considerados radicales en su época y tuvieron una influencia directa sobre los pintores franceses Théodore Géricault y Eugene Delacroix, y, a través de ellos, sobre el Impresionismo y el arte moderno.

## Historia
La obra fue comprada por el empresario, mecenas y coleccionista de arte James Morrison, el primer día de su exposición en la Royal Academy en 1824, y perteneció a su familia hasta 1990, cuando fue adquirida en subasta por Hans Heinrich, el barón Thyssen, por 10,8 millones de libras, la cantidad más alta pagada hasta aquel entonces por una obra de arte inglesa, récord que ostentó durante dieciséis años. La obra adquirida pasó a formar parte de la Colección Carmen Thyssen-Bornemisza, estando expuesta en préstamo en el Museo Thyssen-Bornemisza de Madrid, hasta que Carmen Cervera, alegando «falta de liquidez» la puso a subasta en Christie's en 2012, obteniendo una puja de 22,4 millones de libras.
El Museo de Arte de Filadelfia tiene un esbozo en óleo a tamaño real del cuadro que demuestra que el artista pensó originalmente en un cuadro horizontal, el formato de los demás cuadros de la serie.
En septiembre de 2015, se anunció que otra versión de la misma escena, aunque con «ligeras pero significantes diferencias», sería subastada a finales del año por Sotheby's. Esta obra permaneció en la colección privada del propio artista, aunque la dejó prestada para exposiciones.